# Cladonota claviger
Cladonota claviger är en insektsart som beskrevs av Carl Stål. Cladonota claviger ingår i släktet Cladonota och familjen hornstritar. Inga underarter finns listade i Catalogue of Life.